# Myers–Briggs Type Indicator
 Der er for få eller ingen kildehenvisninger i denne artikel, hvilket er et problem. Du kan hjælpe ved at angive troværdige kilder til de påstande, som fremføres i artiklen.

Myers–Briggs Type Indikator (MBTI) er verdens mest udbredte personlighedsværktøj. Værktøjet har det formål at indikere forskellige psykologiske præferencer for, hvordan mennesker opfatter verden omkring sig, indsamler information og træffer beslutninger. Spørgeskemaet og profilerne fås gennem The Myers-Briggs Company eller en af deres samarbejdspartnere. I Danmark er samarbejdspartneren Human House, som står for certificeringer i MBTI Trin I og Trin II samt facilitering af MBTI-processer og workshops.
Det er vigtigt at forstå, at MBTI ikke er en test, men et personlighedsværktøj, hvor profilen forsøger at indikere menneskers præferencer. Forskelle på træktest og typeværktøjer er her afgørende. Typetests (ikke MBTI) baserer sig på femfaktor-teorien og måler styrken eller graden af menneskets personlighedstræk. I typetests er spørgerammen bygget op med udgangspunkt i f.eks. likert-skalaen. Med afsæt i træktests antager man inden for psykologien, at man med afsæt i en normalfordeling kan beskrive en kausalitet mellem styrken af en person træk og vedkommendes adfærd.
Typeværktøjer som MBTI derimod er konstrueret anderledes, fordi formålet er et andet. MBTI er bygget op om en bimodel-fordeling, som sorterer personer i forskellige kategorier og beskriver, hvor klart indikatoren har sorteret den enkelte person i den ene eller anden kategori. Den beskriver altså klarheden af personers præferencer og ikke styrken.
De enkelte MBTI-typer fortæller personens præferencer og ikke kompetencer. Nogle gange er menneskers præferencer også kompetencer, men sådan er det ikke altid. Man kan sagtens gøre noget andet end sine præferencer. Med MBTI kan man finde ud af, hvad der er ens præferencer og kompetencer og forholdet imellem dem.
MBTI er derfor ikke et rekrutteringsværktøj. Det er et udviklingsværktøj, som kan bruges til både individuel og gruppeudvikling. Det er ikke en rekrutteringstest, da den på baggrund af menneskers typekoder ikke kan afgøre, hvor meget de bruger deres præference, eller om de er gode til det. Det anbefales i stedet at bruge testværktøjer som f.eks. NEO-PI. 

## Oprindelse
MBTI blev konstrueret af Katharine Cook Briggs og hendes datter Isabel Briggs Myers. MBTI-værktøjet er baseret på typologien beskrevet af schweiziske psykiater Carl Jung i 1921. Carl Jung havde arbejdet med, hvordan mennesker oplever verden ved hjælp af de fire vigtigste psykologiske funktioner - sansning, intuition, tænkning og følelse - og hvordan én af disse fire funktioner er mere dominerende end de andre.
Jung var desuden den første til at beskrive ekstroversion og introversion. I følge Jung besidder alle mennesker to interafhængige orienteringer, men de vil - koblet op på de mentale funktioner - have forskellige rangordener i menneskers enkelte typer og dermed adfærd.

## De fire dimensioner
De 16 typer er opdelt i fire dimensioner med 8 præferencer, som vi alle sammen bruger i mere eller mindre grad. Selve typen udgør blot det, som er mest dominerende hos os. Det vil sige, at man bruger det hele, men primært har præference for den ene eller anden inden for hver dimension. Eksempel: Tænkning eller Følelse.
| Psykologiske funktioner                |               |   | De 8 præferencer |
| -------------------------------------- | ------------- | - | --- |
| Grundlæggende personlighedspræferencer | Introversion  | I | Vil oftest vende deres energi og opmærksomhed mod indre refleksion og fordybelse og værdsætter tid og ro til at gøre sig nogle tanker om tingene, før de går i dialog omkring det. Søger ofte de nære venskaber og relationer og nyder at gå i dybden i samtaler. Dybde i interesser, nyder stilhed og bidrager ofte med ro og refleksion. Følger ofte mønstret: Tænke - gøre - tænke |
| Grundlæggende personlighedspræferencer | Ekstroversion | E | Vil oftest vende deres energi og opmærksomhed mod aktiviteter og mennesker i verden omkring dem. De vil typisk være udtryksfulde og talende og værdsætter at kunne diskutere emner med folk omkring dem. Kan godt lide at komme i gang med tingne og prøve dem af og har derfor også ofte mange forskellige interesser og hobbier. Følger ofte mønstret: Gøre - tænke - gøre          |
| Opfattende proces                      | Sansning      | S | Sansende mennesker ser fakta, detaljer, fokuserer på nu og her, er praktiske og er fokuserede på de 5 sanser |
| Opfattende proces                      | Intuition     | N | Intuitive mennesker ser muligheder, det store overblik, hvad det kan udvikle sig til, mere abstrakte og intuitive med fokus på den 6. sans |
| Vurderende proces                      | Tænkning      | T | Tænkende mennesker er analyserende, objektive, principielle, faktuelle og tænker længe før de træffer en beslutning, som så fastholdes |
| Vurderende proces                      | Følen         | F | Følende mennesker er sympatiserende, subjektive, menneskelige og træffer hurtigt en beslutning, som de muligvis ændrer igen |
| Grundindstilling                       | Opfattelse    | P | Opfattende mennesker er spontane og ønsker information, muligheder, frihed og kan lide at skifte rundt mellem opgaver |
| Grundindstilling                       | Vurdering     | J | Vurderende mennesker ønsker planlæggelse, beslutninger, resultater, system, kontrol og afslutte en opgave, før de tager fat på en ny |

## Kritik
Selvom MBTI-værktøjet er meget populært og ofte bliver brugt flere steder i erhvervslivet, udviser den også psykometriske mangler og bliver i flere sammenhænge klassificeret som pseudovidenskab.